# Vendée
Vendée (IPA: [vɑ̃ˈde)] Franciaország egyik megyéje (département) Loire mente régióban. Északról Loire-Atlantique, keletről Maine-et-Loire és Deux-Sèvres, délről pedig Charente-Maritime megyékkel szomszédos, nyugatról az Atlanti-óceán határolja.

## Történelem
Vendée a 83 eredeti département egyike, amelyeket a francia forradalom alatt 1790. március 4-én hoztak létre. A korábbi Poitou province területét foglalja magában.
1793-ban Vendée területén a francia forradalom alatt királypárti felkelés tört ki, ami más területekre is átterjedt. A felkelés leverése a forradalom egyik legvéresebb, részben gépesített (például kartácstűzzel végrehajtott) tömegmészárlása volt, amelynek nők, gyermekek és férfiak, mintegy 170 000 lakos esett áldozatul. 1832-ben, a júliusi monarchia idején Berry hercegné legitimista felkelést robbantott ki Orléans-i Lajos Fülöp uralma ellen, de a központi hatalom ezt is leverte.

## Népesség
| Lakosok száma | 655 506 | 662 122 | 666 714 | 675 247 | 679 991 | 685 442 | 692 705 | 699 459 | 706 343 |
|               | 2013    | 2014    | 2015    | 2017    | 2018    | 2019    | 2020    | 2021    | 2022    |

## Települések
A megye legnagyobb városai a 2011-es népszámlálás alapján:
| Település             | Népesség |
| --------------------- | -------- |
| La Roche-sur-Yon      | 52 773   |
| Challans              | 18 686   |
| Les Sables-d’Olonne   | 14 603   |
| Fontenay-le-Comte     | 14 339   |
| Les Herbiers          | 15 229   |
| Olonne-sur-Mer        | 13 618   |
| Château-d’Olonne      | 13 353   |
| Luçon                 | 9 636    |
| Saint-Hilaire-de-Riez | 10 488   |
| Chantonnay            | 8 248    |

## Látnivalók
- Le Puy-du-Fou
- Noirmoutier-sziget
- Yeu-sziget
- Poitevin Mocsár

## Galéria

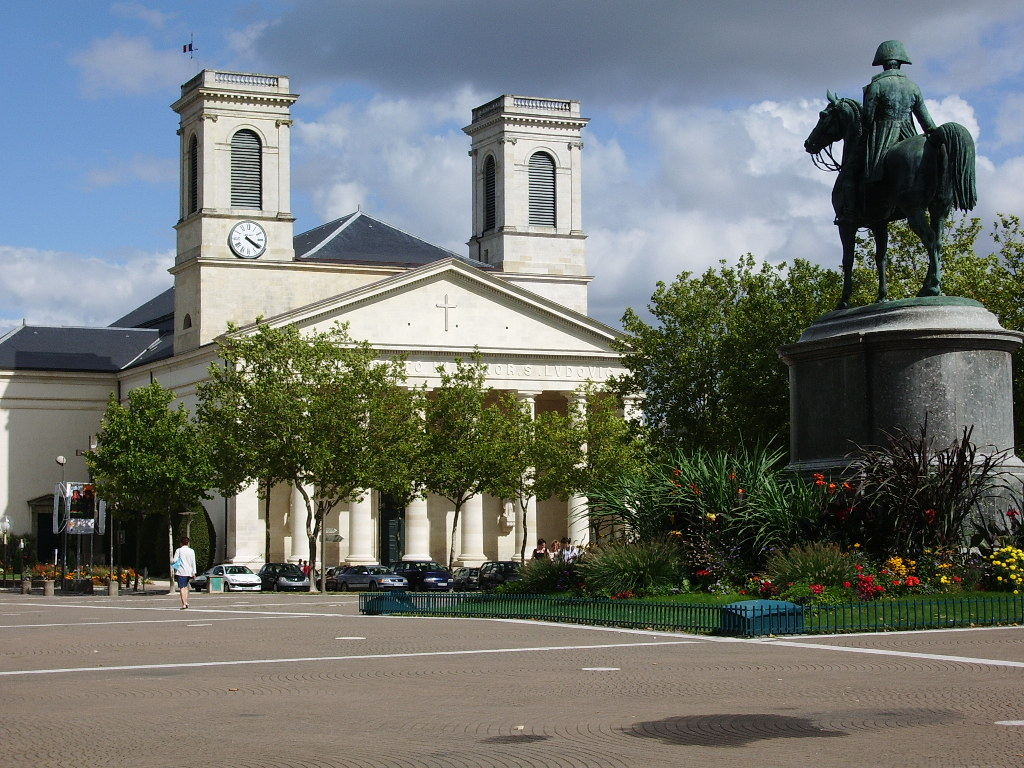
La Roche-sur-Yon
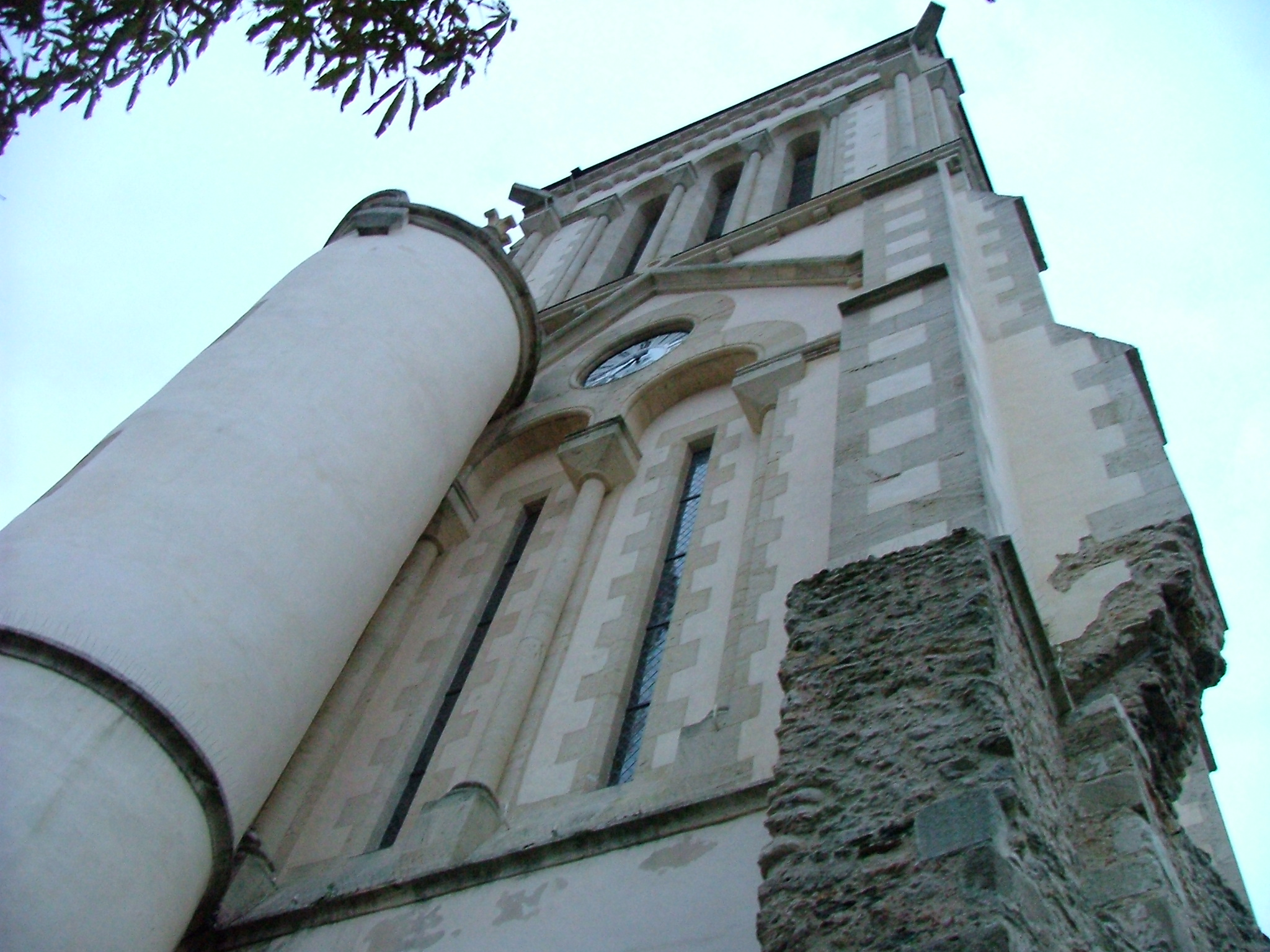
Challans
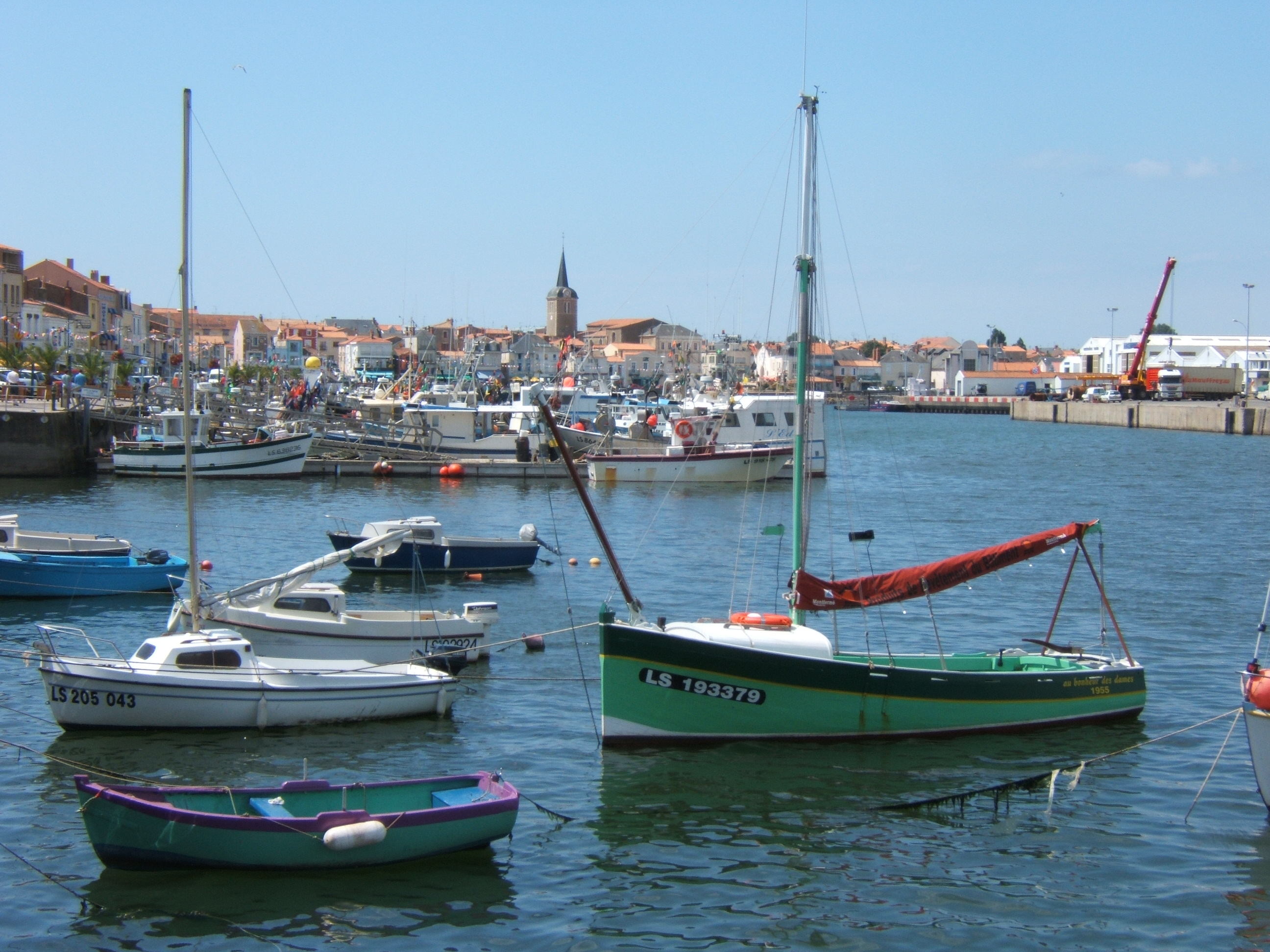
Les Sables-d’Olonne
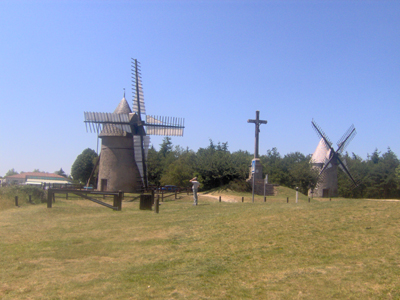
Les Herbiers